# Jean Jules Jusserand
Jean Adrien Antoine Jules Jusserand (Lyon, 18 de fevereiro de 1855 — 18 de julho de 1932) foi um escritor e diplomata francês.
Jusserand aderiu ao serviço diplomático em 1876 e dois anos depois tornou-se cônsul em Londres. Após um período em Tunes (à época a Tunísia era um protetorado francês) retornou a Londres (1887) como membro da embaixada francesa. Serviu como ministro plenipotenciário em Copenhague (1890) e foi transferido para Washington, D.C. em 1902, onde permaneceu até 1925 como embaixador.
Recebeu o Prémio Pulitzer de História em 1917 pelo livro "With Americans of Past and Present Days" e foi eleito membro da Académie des Sciences Morales et Politiques em 1925.
Foi ainda presidentes da American Historical Association.

## Obras
- Le Théâtre en Angleterre, depuis la conquête jusqu'aux prédécesseurs immédiats de Shakespeare (1878)
- Les Anglais au Moyen Âge. La vie nomade et les routes d’Angleterre au XIVe siècle (1884) versão digitalizada. Tradução inglesa : English Wayfaring Life in the Middle Ages, translated from the French by Lucy Toulmin Smith (1889)
- Le Roman au temps de Shakespeare (1887). Tradução inglesa : The English Novel in the Time of Shakespeare, translated from the French by Elizabeth Lee (1887)
- A French Ambassador at the court of Charles the second. Le comte de Cominges from his unpublished correspondence (1892)
- Les Anglais au moyen âge. L'Épopée mystique de William Langland (1893). Tradução inglesa : Piers Plowman, a contribution to the history of English mysticism, translated from the French by Marion and Elise Richards, revised and enlarged by the author (1894)
- Histoire littéraire du peuple anglais (3 volumes, 1894-1909)
- Le Roman d'un roi d'Ecosse (1895. Tradução inglesa : The Romance of a King's life, translated from the French by Marion Richards, revised and enlarged by the author (1896)
- English essays from a French pen (1895)
- Histoire abrégée de la littérature anglaise (1896)
- Shakespeare en France sous l'ancien régime (1898)
- Les Sports et jeux d'exercice dans l'ancienne France (1901). Reedição : Slatkine, Genève, 1986. Versão digitalizada
- A Literary history of the English people from the origins to the Civil war (1907)
- The Piers Plowman controversy (1910)
- Ronsard (1913)
- With Americans of Past and Present Days (1916) Versão digitalizada. Tradução francesa : En Amérique jadis et maintenant (1918)
- The School for ambassadors and other essays (1925) Versão digitalizada. Tradução francesa : L'École des ambassadeurs (1934)
- Recueil des instructions données aux ambassadeurs et ministres de France depuis les traités de Westphalie jusqu'à la Révolution française. XXIV-XXV, Angleterre, publié sous les auspices de la commission des archives diplomatiques au ministère des affaires étrangères, avec une introduction et des notes par J. J. Jusserand (3 volumes, 1929)
- What Me Befell: The Reminiscences of J. J. Jusserand (1933)